# 小行星15723
小行星15723（15723 Girraween）是一颗绕太阳运转的小行星，为主小行星带小行星。该小行星于1990年9月发现。
該小行星以澳大利亞昆士蘭州的吉拉溫國家公園命名。

## 轨道参数
小行星15723的轨道半长轴为340 166 449 km（2.2738399 UA），离心率为0.133。